# Dimos Andravida-Kyllini
Dimos Andravida-Kyllini (Andravida-Kyllini) är en kommun i Grekland.   Den ligger i prefekturen Nomós Ileías och regionen Västra Grekland, i den sydvästra delen av landet, 210 km väster om huvudstaden Aten. Antalet invånare är 24 668.